# Ritchie Nicholls
Ritchie Nicholls (Montrose, 12 de julio de 1987) es un deportista británico que compitió en triatlón. Ganó una medalla de oro en el Campeonato Europeo de Ironman 70.3 de 2013.

## Palmarés internacional
| Campeonato Europeo | Campeonato Europeo   | Campeonato Europeo | Campeonato Europeo |
| Año                | Lugar                | Medalla            | Prueba             |
| ------------------ | -------------------- | ------------------ | ------------------ |
| 2013               | Wiesbaden (Alemania) | Medalla de oro     | Individual         |